# Philipp Nicolai

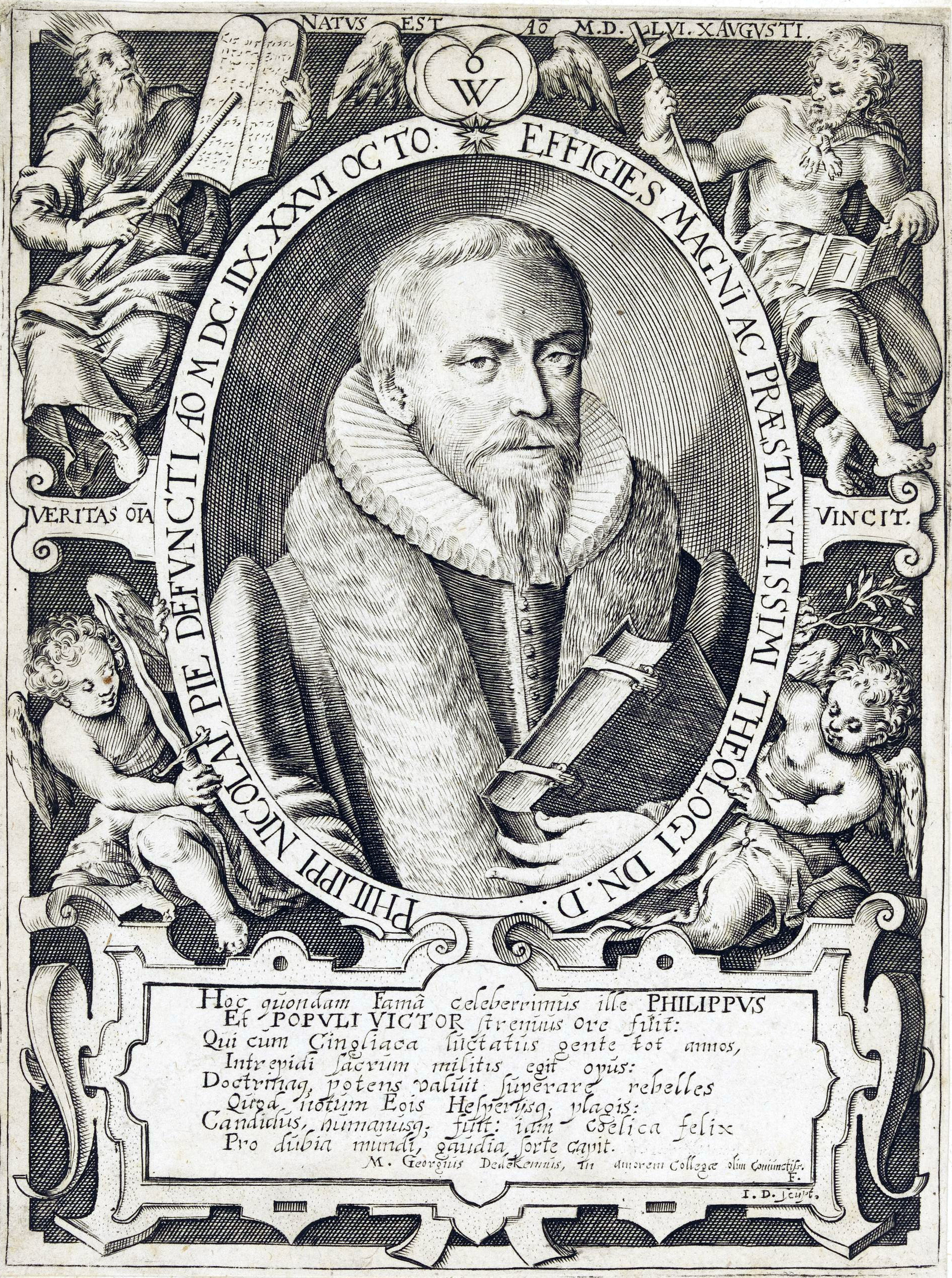
Philipp Nicolai

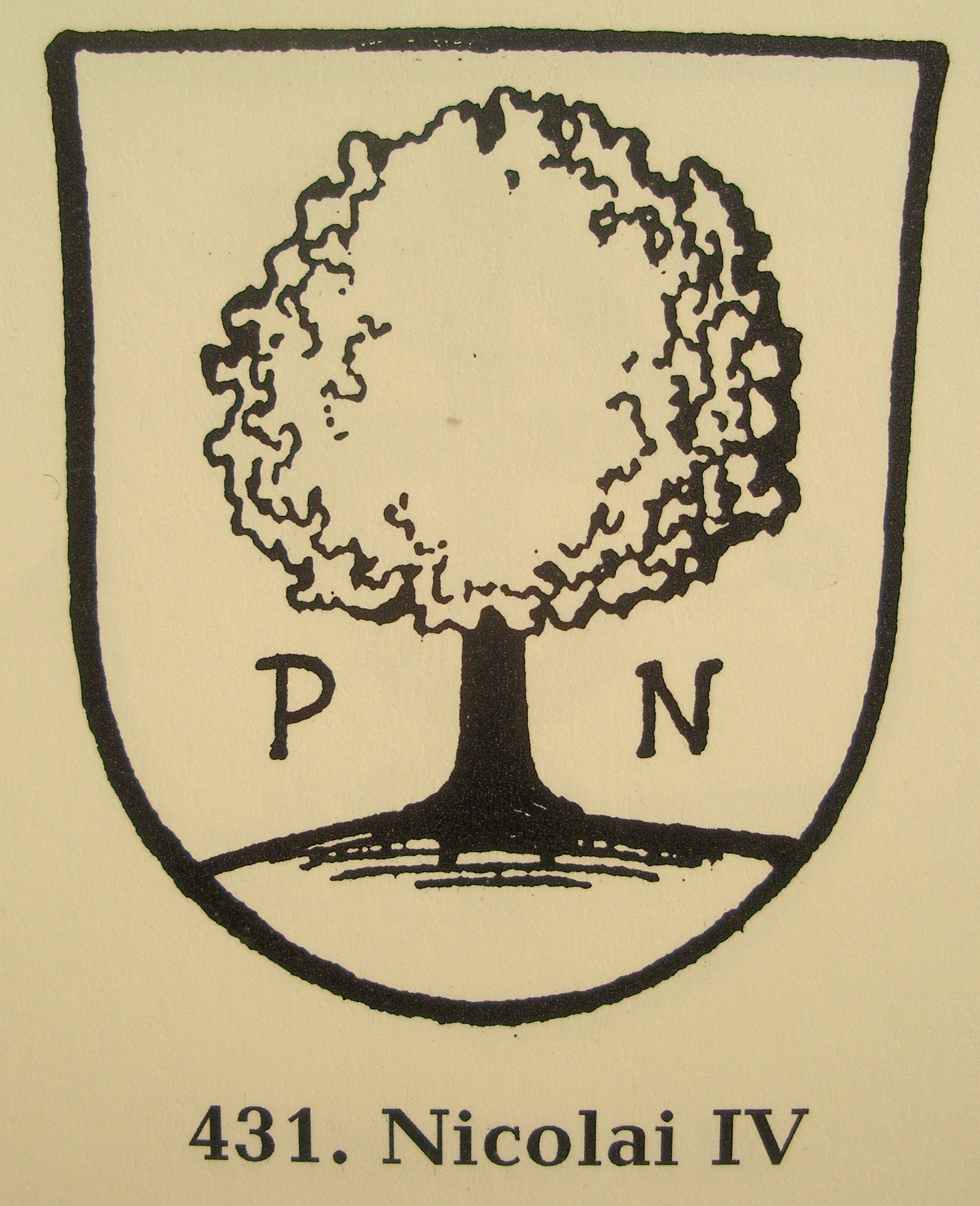
Siegel Philipp Nicolai

Philipp Nicolai (Mengeringhausen (Bad Arolsen) 10 augustus 1556 - Hamburg 26 oktober 1608)  
was een luthers hofprediker en pastor en dichter van geestelijke liederen. Hij was een groot verdediger van het Lutheranisme tegen het Katholicisme en het Calvinisme.

## Levensloop
Philipp Nicolai werd als zoon van een Lutherse geestelijke geboren in Mengeringhausen, dat tegenwoordig een stadsdeel is van Bad Arolsen. Hij was leerling van Ludwig Helmbold in Mühlhausen (Thüringen) en studeerde tussen 1575 en 1579 theologie in Erfurt en Wittenberg. Hierna werd hij pastor in Herdecke, waar hij moest vertrekken toen Spaanse soldaten tijdens de contrareformatie in de stad kwamen. Hij werd vervolgens luthers predikant van een ondergrondse kerk in het katholieke Keulen. In 1588 werd hij hofprediker in Wildungen en leraar van de graaf Wilhelm Ernst von Waldeck. Vanaf 1596 was hij predikant in de stad Unna in Westfalen. Unna werd in 1599 getroffen door de pest, waardoor honderden kerkleden omkwamen. Toen de dood er rondwaarde schreef Nicolai de liederenbundel Freudenspiegel des ewigen Lebens, een visioen van de hemel in het aangezicht der dood. In deze bundel komen twee van zijn beroemde koralen Wie schön leuchtet der Morgenstern en Wachet auf, ruft uns die Stimme voor. Johann Sebastian Bach inspireerde zich op deze koralen in gelijknamige cantates.
In 1601 vertrok Nicolai naar Hamburg, om daar hoofdpredikant van de St.-Katharinenkirche te worden. Hij stierf in 1608 en werd in de St.-Katharinenkirche begraven.
- Bibsys: 90531483
- Bibliothèque nationale de France: cb13988793g (data)
- Digitale Bibliotheek voor de Nederlandse Letteren: nico049
- Gemeinsame Normdatei: 11873475X
- International Standard Name Identifier: 0000 0001 1051 656X
- Library of Congress Control Number: n85006176
- Nationale Bibliotheek van Letland: 000221006
- MusicBrainz: ac2d602b-4d96-4003-a4ca-fa8f2659dcfd
- Nationale Bibliotheek van Tsjechië: xx0016030
- Nationale Bibliotheek van Israël: 987007284201605171
- Nederlandse Thesaurus van Auteursnamen: 079610439
- LIBRIS: 225553
- SNAC: w6387qd7
- Trove: 1194387
- Virtual International Authority File: 62145971409132331621